# Victor Gay
Pour les personnes de même nom de famille, voir Gay (patronyme).
Victor Gay est un homme politique français né le 30 novembre 1855 à Saint-Étienne (Loire) et mort le 2 janvier 1904 à Saint-Étienne.

## Biographie
Avocat à Saint-Étienne et bâtonnier, il est conseiller général et député de la Loire de 1898 à 1902, inscrit au groupe des Républicains progressistes.
Il avait une femme qui s'appelait Gisèle De Courtois. 

## Sources
- « Victor Gay », dans le Dictionnaire des parlementaires français (1889-1940), sous la direction de Jean Jolly, PUF, 1960 [détail de l’édition]